# Roparski orel
Róparski ôrel (znanstveno ime Aquila rapax) je ujeda iz družine kraguljev (Accipitridae).

## Opis
Roparski orel je okoren, miren ptič zelo različnih odtenkov perja rjave barve. Po velikosti sodi nekako med planinskega orla in velikega klinkača, le da od njiju dosti manj leta in redkeje jadra v vzgorniku. V letu spominja na kraljevega orla, le da je pri roparskem orlu pri prehodu v dlanska peresa vidna zajeda. V letu ima dolge, široke peruti ter dolg in zaokrožen rep. Zraste od 66 do 78 cm in ima razpon kril od 158 do 173 cm. Po navadi leta nizko pri tleh s težkimi in okornimi zamahi peruti. Na plen preži navadno na tleh ali na nižjih drevesih.
Hrani se s srednje velikimi sesalci in pticami, včasih pa tudi z mrhovino. Ime izvira iz dejstva, da pogosto krade hrano drugim orlom.
Gnezdi enkrat na leto ob različnem času v gnezdih na drevesih.

## Razširjenost
Razširjen je po odprtih ravnicah in savanah Afrike ter od jugovzhodnega Irana do Indije in od Črnega morja do Mandžurije.